# Henry James (baloncestista)
Henry Charles James (Centreville, 29 de julio de 1965) es un exjugador de baloncesto estadounidense, que militó en la NBA y en la CBA. Jugó durante 6 años por el equipo de Sioux Falls Skyforce, ganando una final (siendo MVP de la final) y perdiendo otra.

## Comienzos en laNCAAyCBA
Comenzó su carrera como baloncestista en la Saint Mary's University, donde no tuvo protagonismo en las dos temporadas que jugó en dicha universidad, una vez terminada su carrera universitaria, se presentó al draft de 1990, en el cual no fue escogido, y se presentó al de la CBA, dónde si fue escogido por Wichita Falls Texans, su primera temporada no fue buena, y en la segunda, con la llegada de Mike Davis, quien era ahora el entrenador, después de tener el equipo un 16-22, hizo un final de temporada estelar, ganando 16 de los últimos 18 partidos, ganado la final contra Quag City
En la temporada 1993-94, el equipo quedó segundo en su división, al igual que en la 1990-91, y el equipo fue recompensado, consiguiendo el título de mejor defensor el base y Henry James fue elegido en el equipo ideal.

## CarreraNBA
Tras observar los Cleveland Cavaliers el gran nivel mostrado por Henry James, decidieron contratarle para le resto de la temporada, después de dos contratos de 10, fue contratado por el resto de temporada tras el final del all-stars. El equipo terminó mal la temporada, debido a la lesión de Mark Price y el mal momento físico de Brad Daugherty.
En la temporada siguiente, el equipo dirigido por el mítico Lenny Wilkens, jugó de una forma revolucionaria para el momento. Esta forma de juego, permitió a Cleveland Cavaliers llegar a las finales de conferencia de 1992, perdiendo contra los Chicago Bulls de Michael Jordan por 4-2, Brad Daugherty y Mark Price, fueron al partido de las estrellas y Daugherty, estuvo en el tercer equipo ideal.

## 7 triples en un cuarto
En 1997, jugando con los Hawks, consiguió siete triples en un cuarto, igualando un récord de la NBA. 
En junio de 2008, fueron elegidos los 20 mejores de la historia de los Sioux Falls Skyforce, formando parte del mismo en las temporadas 1994-97, 1998-2003, siendo el segundo máximo anotador del equipo.

## Detención
En marzo de 2007, y a los 41 años de edad, Henry James fue condenado por cinco años de cárcel por posesión y tráfico de cocaína. El mismo año ya había sido detenido y multado, pero se le encontró infringiendo la ley por segunda vez, en un auto acompañado por varios menores de seis años.

### Estadísticas
| temporada | equipo                          | liga | partidos | titular | edad | Min. | PPP  | RPP | APP  | % T2 | % T3 | % TL | Val. |
| --------- | ------------------------------- | ---- | -------- | ------- | ---- | ---- | ---- | --- | ---- | ---- | ---- | ---- | ---- |
| 1988-89   | Wichita Falls Texans            | CBA  | 20       |         | 23   | 12'2 | 7'1  | 2'5 | 0'6  |      |      |      |      |
| 1990-91   | Wichita Falls Texans            | CBA  | 23       |         | 25   | 35'9 | 21'8 | 7'8 | 1'8  |      |      |      |      |
| 1990-91   | Cleveland Cavaliers             | NBA  | 37       | 4       | 25   | 13'6 | 8'1  | 2'1 | 0'9  | 44'1 | 40'0 | 72'2 |      |
| 1991-92   | Cleveland Cavaliers             | NBA  | 65       | 5       | 26   | 13'3 | 6'4  | 1'7 | 0'4  | 40'7 | 32'2 | 80'3 |      |
| 1992-93   | Wichita Falls Texans            | CBA  | 40       |         | 27   | 37'8 | 23'5 | 6   | 1    |      |      |      |      |
| 1992-93   | Scavolini Pesaro                | LEGA | 7        | 7       | 27   | 22'9 | 12'4 | 2'6 | 1    | 46'3 | 42'4 | 63'6 | 6'9  |
| 1992-93   | Sacramento Kings                | NBA  | 8        | 0       | 27   | 9'9  | 7'5  | 0'1 | 44'4 | 30'0 | 85'0 |      |      |
| 1992-93   | Utah Jazz                       | NBA  | 2        | 0       | 27   | 4'5  | 3'5  | 0'5 | 0    | 16'7 | 0    | 83'3 |      |
| 1993-94   | Wichita Falls Texans            | CBA  | 39       |         | 29   | 29'6 | 20'8 | 5'1 | 0'8  |      |      |      |      |
| 1993-94   | Los Angeles Clippers            | NBA  | 12       | 0       | 29   | 6'3  | 3'4  | 1'2 | 0'1  | 38'1 | 22'2 | 100  |      |
| 1994-95   | Sioux Falls Skyforce            | CBA  | 54       |         | 30   | 39'1 | 21'2 | 5'7 | 1'4  |      |      |      |      |
| 1994-95   | Olympique Antibes Juan-les-Pins | LNB  |          |         |      |      |      |     |      |      |      |      |      |
| 1995-96   | Sioux Falls Skyforce            | CBA  | 31       |         | 30'7 | 19'9 | 4'3  | 1'3 |      |      |      |      |      |

nota: los nombres puestos en cursiva, no aparecen en la competición CBA, la valoración por partido, solo se imparte en Europa. Los tiros de dos, en el caso de las ligas americanas, serán los tiros de campo

## Estadísticas totales
- puntos totales en la NBA:1292
- rebotes totales en la NBA:318
- asistencias totales en la NBA:87
- puntos totales en la CBA:4953
- rebotes totales en la CBA:668